# Yahya ibn Zayd
Yaḥyā b. Zayd ibn ʿAlī b. al-Ḥusayn (in arabo يحيى ﺑﻦ ﺯﻳﺪ ﺑﻦ ﻋﻠﻲ ﺑﻦ ﺍﻟﺤﺴﻴﻦ‎?; 715 – Arghūy, 743) è stato un Imam zaydita, figlio del fondatore del movimento zaydita che operò in armi contro l'autorità califfale omayyade, ritenuta illegittima.
Di discendenza husaynide, prese parte col padre Zayd b. ʿAlī alla rivolta che questi aveva scatenato a Kufa alla fine del 739. Riuscì a scampare alla disfatta (in cui morì suo padre) e a trovare rifugio dapprima a Ninive, nei pressi di Karbalāʾ, e poi in un villaggio donatogli dal Wālī omayyade ʿAbd al-Malik b. Bishī b. Marwān, sfuggendo quindi alla feroce ricerca intrapresa ai suoi danni dal governatore d'Iraq Yūsuf b. ʿUmar al-Thaqafī.
Non sentendosi sicuro, si spostò quindi a Rayy e a Sarakhs, cominciando a organizzare una rivolta anti-omayyade.
Catturato per il tradimento di un suo seguace e consegnato a Marw al governatore del Khorasan, Naṣr b. Sayyār, Yaḥyā fu però rilasciato per esplicita disposizione del califfo al-Walīd II, con l'obbligo di presentarsi al più presto alla corte di Damasco.

Yaḥyā riuscì però a fuggire in Khorasan con un gruppo di seguaci, ottenendo un primo successo ai danni delle truppe omayyadi ma, di fronte a un più nutrito contingente omayyade spedito da Naṣr b. Sayyār, malgrado i guerrieri su cui poteva contare fossero raddoppiati dall'originaria settantina di elementi, Yaḥyā fu sconfitto e ucciso nel villaggio di Arghūy.

La sua testa fu inviata al califfo, che la mise in mostra nel suo palazzo, mentre il resto del cadavere fu esposto ad Anbar, capitale del Jūzjān.